# Rossmary Paredes
Rossmary Paredes (* 31. Dezember 2004) ist eine paraguayische Hürdenläuferin, die sich auf die 100-Meter-Distanz spezialisiert hat.

## Sportliche Laufbahn
Erste internationale Meisterschaftserfahrungen sammelte Rossmary Paredes im Jahr 2021, als sie bei den U18-Südamerikameisterschaften in Encarnación mit 3148 Punkten den neunten Platz im Siebenkampf belegte. Im Jahr darauf belegte sie bei den U23-Südamerikameisterschaften in Cascavel in 14,74 s den fünften Platz über 100 m Hürden und gelangte im Weitsprung mit 5,35 m auf Rang fünf. Zudem belegte er mit der paraguayischen 4-mal-100-Meter-Staffel in 47,92 s den sechsten Platz. Kurz darauf belegte sie bei den Südamerikaspielen in Asunción in 14,94 s den fünften Platz über 100 m Hürden. 2023 gelangte sie bei den Südamerikameisterschaften in São Paulo mit 14,98 s auf Rang sieben. Im Jahr darauf belegte sie bei den Ibero-Amerikanischen Meisterschaften in Cuiabá in 15,04 s den siebten Platz und 2025 belegte sie bei den Hallensüdamerikameisterschaften in Cochabamba in 9,25 s den siebten Platz im 60-Meter-Hürdenlauf und wurde im Weitsprung mit 5,09 m Neunte. Ende April verpasste sie bei den Südamerikameisterschaften in Mar del Plata mit 15,74 s den Finaleinzug über 100 m Hürden.
In den Jahren 2023 und 2024 wurde Paredes paraguayische Meisterin im 100-Meter-Hürdenlauf.

## Persönliche Bestzeiten
- 100 m Hürden: 14,74 s (+1,8 m/s), 1. Oktober 2022 in Cascavel (paraguayischer U20-Rekord)
  - 60 m Hürden (Halle): 9,25 s, 23. Februar 2025 in Cochabamba
- Weitsprung: 5,35 m (+0,8 m/s), 29. September 2022 in Cascavel